# Allein unter Nachbarn (Fernsehserie)
Allein unter Nachbarn ist eine US-amerikanische Sitcom, die von 1998 bis 2000 auf dem amerikanischen Sender ABC lief, ehe sie dann der Sender UPN von 2000 bis 2002 ausstrahlte.

## Handlung
Darryl Hughley ist ein erfolgreicher, afro-amerikanischer Geschäftsmann und hat mit seiner Familie ein Haus in einem typisch amerikanischen Vorort bezogen. Obwohl Darryls Frau Yvonne und seine zwei Kinder, die 7-jährige Sydney und der 9-jährige Michael, von dem neuen Heim begeistert sind, kann er selbst sich nicht richtig einleben. Sein bester Freund Milsap wirft ihm vor, mit dem neuen Leben im Wohlstand seine Herkunft und seine schwarzen Wurzeln zu verleugnen.
Michael, der für eine weiße Boygroup schwärmt, und Sydney, die einer blonden Barbiepuppe den Vorzug gibt, bereiten ihm genauso viel Kopfschmerzen wie seine neuen Nachbarn, Dave und Sally Rogers, denen er Rassismus unterstellt.  Yvonne holt ihren Ehemann immer wieder auf den Boden der Tatsachen zurück.

## Besetzung

### Hauptdarsteller
| Rolle           | Rolleninformationen                                | Schauspieler         | Infos |
| --------------- | -------------------------------------------------- | -------------------- | --- |
| Darryl Hughley  | „Verkaufautomaten-Magnat“                          | D. L. Hughley        | * 6. März 1963 in Los Angeles, Kalifornien. Seine Karriere startete er als Stand-Up Comedian in kleinen Clubs auftrat. Er hatte Gastauftritte u. a. in der erfolgreichen Serie Der Prinz von Bel-Air und in der Serie Sister, Sister, die in den Staaten unglaubliche Erfolge feierte. Außerdem ist er auch aus der Serie Scrubs – Die Anfänger als Christopher Turks großer Bruder bekannt. |
| Yvonne Hughley  | Darryls Frau                                       | Elise Neal           | * 4. März 1970 in Memphis (Tennessee). Weitere Erfolge konnte sie mit der Serie SeaQuest DSV feiern. Außerdem spielte sie in den Filmen Scream 2 (als einzige Afro-Amerikanische Schauspielerin in der Scream-Trilogie) und Mission to Mars. |
| Dave Rogers     | Nachbar der Hughleys/Besitzer eines Sportgeschäfts | Eric Allan Kramer    | |
| Sally Rogers    | Daves Frau/Psychologin                             | Marietta DePrima     | |
| Sydney Hughley  | Darryls Tochter                                    | Ashley Monique Clark | |
| Michael Hughley | Darryls Sohn                                       | Dee Jay Daniels      | |
| Milsap Morris   | Darryls Kumpel/Geschäftspartner                    | John Henton          | |

### Nebendarsteller
| Rolle              | Rolleninformationen                              | Schauspieler         | Zeitraum      |
| ------------------ | ------------------------------------------------ | -------------------- | ------------- |
| Shari              | Yvonnes Halbschwester                            | Adele Givens         | 2001 bis 2002 |
| Jimmy              | Angestellter in Darryls Firma                    | Christopher Moynihan | 1999 bis 2001 |
| Otto               | Sohn der Rogers und Michaels Kumpel              | Connor Matheus       | 1998 bis 1999 |
| Mrs. Fitch         | Hughleys Nachbarin – nennt Darryl immer „Benson“ | Frances Bay          |               |
| Hattie Mae Hughley | Darryls Mutter                                   | Marla Gibbs          |               |
| Ronnie             | Michaels Mitschüler                              | Preston Wamsley      | 1998 bis 2000 |
| Chuck Ballard      | Theater-Regisseur/Nachbar der Hughleys           | Taylor Negron        | 1998 bis 2000 |

### Gastdarsteller
| Rolle                 | Rolleninformation                 | Schauspieler    | Episode                                         |
| --------------------- | --------------------------------- | --------------- | ----------------------------------------------- |
| Mimi Bobeck Carey     | aus der Serie Die Drew Carey Show | Kathy Kinney    | 2.1 „Scharfe Geschütze“                         |
| Nicole Matthews       | Filmstar/Milseps Freundin         | Tyra Banks      | 2.4 „Starrummel“                                |
| Mr. Smith             |                                   | David Arquette  | 2.6 „Der Fluch des Koyoten“                     |
| Nicole „Nikki“ Parker | aus der Serie Die Parkers         | Mo’Nique        | 3.15 „Ein spritziger Jahrgang“                  |
| Myles                 |                                   | Martin Spanjers | 4.2 „Selbst ist die Frau“/4.7 „Bei Anruf: Mord“ |
| Karen Clark           | Starbetreuerin von Lil' Romeo     | Debra Jo Rupp   | 4.9 „Aufstand der Hormone“                      |
| Lil' Romeo            | Sydneys Radioquiz-Gewinn          | Lil' Romeo      | 4.9 „Aufstand der Hormone“                      |
| Shaggy                | Musiker                           | Shaggy          | 4.14 „Ein Körbchen zu wenig“                    |

## Ausstrahlung

### Vereinigte Staaten
In den USA wurde Pilotfolge am 22. September 1998 auf dem Sender ABC ausgestrahlt. Die letzte Folge, die auf ABC ausgestrahlt wurde, lief am 28. April 2000. Im Mai 2000 setzte ABC die Serie nach zwei Staffeln mit 45 Episoden aufgrund von sinkenden Einschaltquoten ab. Im selben Jahr erklärte sich der Sender UPN dazu bereit, die Serie weiter zu produzieren, und strahlte ab dem 11. September 2001 die dritte Staffel aus. Im Mai 2001 wurde noch eine vierte Staffel bestellt, bevor der Sender die Serie im Mai 2002 entschied, sie nicht weiter zu produzieren. Das Serienfinale wurde am 20. Mai 2002 ausgestrahlt.

### Deutschland
In Deutschland wurde die erste Folge „Hallo Nachbar“ am 4. August 2001 ausgestrahlt und lief durchgehend bis zum Serienfinale am 11. Januar 2003 auf dem Free-TV-Sender VOX.

## Trivia
- Ein Running Gag der Serie ist, dass Darryl Michael humorvoll androht, seinen Gürtel auszuziehen und ihn damit zu bestrafen.
- Allein unter Nachbarn teilt sich ein Serienuniversum mit Die Drew Carey Show und Die Parkers. Jeweils eine Darstellerin aus diesen Sitcoms absolviert in ihrer entsprechenden Rolle einen Gastauftritt in Allein unter Nachbarn.

## Auszeichnungen
- 1999: Ausgezeichnet mit dem Young Artist Award in der Kategorie Beste Familiensitcom